# Wadi Rum
Wadi Rum (àrab: وادي رم, Wādī Ramm), també conegut com la Vall de la Lluna (àrab: وادي القمر, Wādī al-Qamar), és una vall excavada a la pedra calcària i roca de granit al sud de Jordània, a 60 km a l'est d'Àqaba; és el uadi més gran de Jordània. El nom rum molt probablement prové d'una arrel aramea que significa ‘alt’ o ‘elevat’. Per reflectir la seva bona pronunciació àrab, els arqueòlegs la transcriuen com a Wadi Ramm. Està inscrit en la llista del Patrimoni de la Humanitat des del 2011.